# Padilla de Arriba (kommunhuvudort)
Padilla de Arriba är en kommunhuvudort i Spanien.   Den ligger i provinsen Provincia de Burgos och regionen Kastilien och Leon, i den norra delen av landet, 230 km norr om huvudstaden Madrid. Padilla de Arriba ligger 823 meter över havet och antalet invånare är 102.
Terrängen runt Padilla de Arriba är platt, och sluttar söderut. Runt Padilla de Arriba är det mycket glesbefolkat, med 6 invånare per kvadratkilometer. Närmaste större samhälle är Melgar de Fernamental, 5,8 km sydväst om Padilla de Arriba. Trakten runt Padilla de Arriba består till största delen av jordbruksmark.